# ЕрДжей Мітт
Рой Франк «ЕрДжей» Мітт III (англ. Roy Frank “RJ” Mitte III, нар. 21 серпня 1992, Джексон, Міссісіпі) — американський актор, найкраще відомий за своєю роллю Волтера Вайта молодшого в серіалі «Пуститися берега».
Як і в його персонажа в серіалі «Пуститися берега», у нього дитячий церебральний параліч. Через церебральний параліч (ДЦП) сигнали доходять до мозку повільніше, адже при народженні його мозок був пошкоджений в результаті нестачі кисню. У результаті його опорно-руховий апарат та здатність контролювати свої м'язи були порушені. Наприклад, рука нестримно здригається.

## Біографія
Мітт народився в серпні 1992 року в місті Лафаєтт, Луїзіана, а у 2006 році, разом із сім'єю, переїхав до Лос-Анджелеса, де його молодша сестра Ласіан Керрі (англ. Lacianne Carriere) отримала пропозицію на роль у фільмі. Після отримання декількох невеликих епізодичних ролей, зокрема в серіалі Діснея «Ханна Монтана», він зацікавився кіно і вирішив брати уроки акторської майстерності. Незабаром йому запропонували роль Волтера Вайта молодшого, який також має церебральний параліч, в серіалі телеканалу AMC «Пуститися берега».
У 2011 році він зіграв головну роль в короткометражному фільмі жахів «Stump». У тому ж році він виступав як виконавчий продюсер документального фільму «Зникла: Історія Тари Каліко», який пов'язаний зі зникненням американки Тари Каліко, яка пропала безвісти в Нью-Мексико у 1988 році.
Мітт є представником кампанії «Залучення в мистецтво та ЗМІ людей з обмеженими можливостями" (англ. Inclusion in the Arts and Media of Performers With Disabilities (I AM PWD)), в якій працевлаштовують людей з обмеженими можливостями.

## Фільмографія[12]
- 2008–2013 Пуститися берега (телесеріал)
- 2011 Stump (короткий фільм)
- 2013 Вегас (серіал, епізод)
- 2013 Дім забутих речей (House Of Last Things)
- 2013 The Devil's Ink
- 2014 Switched at Birth (серіал, 5 епізодів з 9)
- 2016 Who's Driving Doug
- 2017 Діксіленд (Dixieland)
- 2017 Спогад (The Recall)
- 2017 On Hiatus with Monty Geer
- 2017 Mower Boy
- 2017 Шанс (Chance) 1 епізод
- 2018 Tiempo compartido
- 2018 This Close (серіал, епізод)
- 2018 River Runs Red
- 2019 Now Apocalypse (2 епізоди)
- 2019 Standing Up for Sunny (головна роль)
- 2019 Carol of the Bells
- 2019 All the Little Things We Kill
- 2020 The Oak Room
- 2021 Like It Was Yesterday (серіал, 2 епізоди)
- 2021 Тріумф (головна роль)